# Blissidae
Blissidae Stål, 1862, è una famiglia di insetti Pentatomomorfi dell'ordine Rhynchota Heteroptera, superfamiglia Lygaeoidea, comprendente oltre 400 specie.

## Descrizione
La famiglia è morfologicamente eterogenea, con dimensioni e forme variabili secondo il gruppo sistematico. Il corpo può essere corto e di profilo ellittico oppure più o meno stretto e allungato, con tegumento di aspetto pruinoso. 
Il capo è più stretto del margine posteriore del pronoto ed è provvisto di ocelli. Antenne e rostro sono composti da 4 segmenti.
Le emielitre possono avere differenti sviluppi, a volte ben sviluppate, a volte ricoprenti l'addome solo parzialmente, fino a varie forme di meiotterismo. Le zampe mostrano i femori leggermente dilatati, in particolare nel paio anteriore. Nel genere Ischnodemus i femori anteriori sono fortemente dilatati e provvisti di processi spinosi.
L'addome porta gli stigmi in posizione dorsale, ad eccezione di quelli del VII urite, che sono dislocati in posizione ventrale.

## Importanza e diffusione
La famiglia comprende specie fitofaghe associate per lo più a Monocotiledoni. Molte specie sono citate come agenti di danno nei confronti delle Graminacee e, in particolare, cereali, foraggere ed essenze per tappeti erbosi. La letteratura riporta notizie di gravi danni causati da questi insetti alle coltivazioni di frumento e miglio nella seconda metà del XIX secolo ad opera di Blissus leucopterus.
A differenza degli altri Ligeoidei, che si nutrono per lo più a spese di semi, i Blissidae attaccano le parti vegetative delle piante e sovente si insediano nella guaina fogliare, restandovi nascosti. Gli studi sulla biologia e la morfologia fanno presupporre che esista una specificità trofica, con frequenti casi di monofagia o, comunque, di polifagia associata a ristretti raggruppamenti tassonomici delle specie botaniche attaccate.
La famiglia è cosmopolita, con una maggiore diffusione nelle regioni tropicali, ma le singole specie o i singoli generi hanno distribuzioni circoscritte e si verificano molteplici endemismi, in particolare nelle regioni tropicali del continente americano. La famiglia è del tutto assente in Nuova Zelanda.

## Sistematica
Complessivamente i Blissidae sono rappresentati da oltre 430 specie, ripartite fra 50 generi, di cui 35 composti al massimo da cinque specie e 19 composti da una sola specie. Sistematicamente si suddivide in due sottofamiglie:
- Blissinae
- Slaterellinae

La posizione sistematica del gruppo è controversa: oltre all'inquadramento sistematico adottato in questa sede, diversi Autori e fonti adottano in alternativa l'inserimento del gruppo al rango di sottofamiglia dei Lygaeidae con la denominazione Blissinae.